# American Dad! (sæson 3)
Den tredje sæson af tegnefilmserien American Dad! blev sendt første gang fra 10. september 2006 til 20. maj 2007. Sæsonen består af nitten episoder og blev sendt på den amerikanske tv-station FOX. 
Episoden Lincoln Lover blev nomineret til en GLAAD Media Award, og episoden Dungeons and Wagons blev nomineret til en Golden Reel Award.

## Afsnit
| # | Total | Titel                                       | Instruktør                | Forfatter                                      | Første sendedag    | Produktions kode |
| --- | ----- | ------------------------------------------- | ------------------------- | ---------------------------------------------- | ------------------ | ---------------- |
| 1 | 24    | "Camp Refoogee"                             | Albert Calleros           | Josh Bycel & Jonathan Fener                    | 10. september 2006 | 2AJN06           |
| I Stans sindssyge iver for at sende Steve til en sommerlejr og få de samme oplevelser som han selv havde som barn, kommer han til at sende Steve til en flygtningelejr i Afrika. Stan vil dog ikke indse sin fejl og forsøger derfor i stedet at forvandle flygtningelejren til en typisk sommerlejr, med bal, romancer og konkurrence med den rivaliserende sommerlejr (morderiske oprører).              |       |                                             |                           |                                                |                    |                  |
| 2 | 25    | "The American Dad After School Special"     | Pam Cooke                 | Dan Vebber                                     | 17. september 2006 | 2AJN05           |
| Stan får en spiseforstyrrelse efter et møde med Steves nye overvægtige kæreste. |       |                                             |                           |                                                |                    |                  |
| 3 | 26    | "Failure Is Not a Factory-Installed Option" | Rodney Clouden            | Etan Cohen                                     | 24. september 2006 | 2AJN07           |
| Stan mister sin selvtid da en bilsælger snyder ham, så han til sidst fører familien i økonomisk ruin. |       |                                             |                           |                                                |                    |                  |
| 4 | 27    | "Lincoln Lover"                             | Brent Woods               | Rick Wiener & Kenny Schwartz & Nahnatchka Khan | 5. november 2006   | 2AJN11           |
| Stan opfører sin egen version af Abraham Lincolns forhold til sin livvagt og bliver af Langley Falls' homoseksuelle republikanere inviteret til at tale på deres vegne ved republikanernes konvent. |       |                                             |                           |                                                |                    |                  |
| 5 | 28    | "Dungeons and Wagons"                       | Kurt Dumas & Anthony Lioi | Michael Shipley & Jim Bernstein                | 12. november 2006  | 2AJN08           |
| Hayley slår op med Jeff, der finder trøst i et online rollespil sammen med Steve og hans venner. |       |                                             |                           |                                                |                    |                  |
| 6 | 29    | "Iced, Iced Babies"                         | Caleb Meurer              | Steve Hely                                     | 19. november 2006  | 2AJN09           |
| Francine har problemer med at hendes børn vokser op og ikke længere har brug for hende. |       |                                             |                           |                                                |                    |                  |
| 7 | 30    | "Of Ice and Men"                            | John Aoshima              | Brian Boyle                                    | 26. november 2006  | 2AJN10           |
| Francine opdager at Stan hver vinter i al hemmelighed har skøjtet på is og at han har en broget fortid som isskøjteløber, en isskøjteløber hvis partner kom slemt til skade. |       |                                             |                           |                                                |                    |                  |
| 8 | 31    | "Irregarding Steve"                         | Pam Cooke                 | Chris McKenna & Matt McKenna                   | 10. december 2006  | 2AJN12           |
| Steve opdager hvor dum hans far er og hvor "klog" han selv er og rejser derfor hjemmefra med Roger for, at prøve lykken i New York City. Hjemme i Langley Falls tror familien Smith at Roger og Steve blot gemmer sig i træhuset i haven og lader sig således ikke mærke af deres søns forsvinden. |       |                                             |                           |                                                |                    |                  |
| 9 | 32    | "The Best Christmas Story Never Told"       | Albert Calleros           | Brian Boyle                                    | 17. december 2006  | 2AJN14           |
| Stan er træt af de venstreorienteredes følsomhed omkring julen som religiøs begivenhed og mener Jane Fonda er skyld i det hele. Om natten får han besøg af the Ghost of Christmas Past (Lisa Kudrow), som tager ham med tilbage til 1970 hvor det er meningen han skal lære om julens sande ånd, men i stedet stikker han af for at finde og skyde Jane Fonda og dermed forsøge at "rede" julen i nutiden. |       |                                             |                           |                                                |                    |                  |
| 10 | 33    | "Bush Comes to Dinner"                      | Mike Kim                  | Mike Barker & Matt Weitzman                    | 7. januar 2007     | 2AJN13           |
| Familien Smith får besøg af præsident George W. Bush, men hurtigt udvikler Stans drømmebesøg fra sin helt, til et sandt mareridt da præsidenten drikker sig fuld og kaster sig ud i nattelivet nøgen og vild. |       |                                             |                           |                                                |                    |                  |
| 11 | 34    | "American Dream Factory"                    | Rodney Clouden            | Nahnatchka Khan                                | 28. januar 2007    | 2AJN16           |
| Stan forsøger at udleve sin gamle drøm om at sælge små tøjdyrsbjørne til folk på årets forskellige højtider. For at kunne leve op til sine nye kvoter må han hyre illegale indvandrere. |       |                                             |                           |                                                |                    |                  |
| 12 | 35    | "A.T. the Abusive Terrestrial"              | Joe Daniello              | Dan Vebber                                     | 11. februar 2007   | 2AJN17           |
| Roger er træt af at blive ignoreret af Steve der ikke længere nyder deres venskab på samme måde som da han var lille. Roger går derfor på en vild druktur og vågner op dagen efter hos en anden dreng, som gerne vil være hans ven. |       |                                             |                           |                                                |                    |                  |
| 13 | 36    | "Black Mystery Month"                       | Brent Woods               | Laura McCreary                                 | 18. februar 2007   | 2AJN20           |
| I stil med National Treasure opdager Steve en uhyggelig konspirationsteori omkring Abraham Lincoln, afro-amerikanere og opfindelsen af jordnøddesmør. |       |                                             |                           |                                                |                    |                  |
| 14 | 37    | "An Apocalypse to Remember"                 | John Aoshima              | Erik Durbin                                    | 25. marts 2007     | 2AJN19           |
| Under en CIA-øvelse tror Stan at verden er gået under og i sidste øjeblik flygter han med familien ud i skoven. |       |                                             |                           |                                                |                    |                  |
| 15 | 38    | "Four Little Words"                         | Caleb Meurer              | David Zuckerman                                | 1. april 2007      | 2AJN18           |
| Deputy director Bullocks kone er stadig gidsel i Irak og dette gør ham ensom. Stan arrangerer derfor en date mellem Bullock og Francines veninde, hvilket Francine er imod. |       |                                             |                           |                                                |                    |                  |
| 16 | 39    | "When a Stan Loves a Woman"                 | Rodney Clouden            | Rick Wiener & Kenny Schwartz                   | 29. april 2007     | 2AJN23           |
| Stan finder ud af, at Francine har haft sex med en hel del før hun mødte ham. Dette er et stort problem for Stan, som kun har været sammen med Francine. |       |                                             |                           |                                                |                    |                  |
| 17 | 40    | "I Can't Stan You"                          | Pam Cooke                 | Michael Shipley & Jim Bernstein                | 6. maj 2007        | 2AJN15           |
| Stan opdager ved hjælp af CIA-overvågningsudstyr, at ingen i nabolaget kan lide ham. |       |                                             |                           |                                                |                    |                  |
| 18 | 41    | "The Magnificent Steven"                    | Mike Kim                  | Steve Hely                                     | 13. maj 2007       | 2AJN21           |
| Stan er opsat på at forvandle Steve og hans nørdede venner til rigtige mænd og tvinger dem derfor sammen med ham til at leve livet som cowboy i hans baghave. Sammen skal de drive en flok køer (inficeret med kogalskab) til et slagteri. |       |                                             |                           |                                                |                    |                  |
| 19 | 42    | "Joint Custody"                             | Joe Daniello              | Keith Heisler                                  | 20. maj 2007       | 2AJN24           |
| Stan er meget træt af Hayleys stenerkæreste Jeff, som det viser sig har en dusør på sit hoved. Stan vil kører ham hjem til hans far, men undervejs må han konkurrere med Roger (som antager rollen som aliendusørjæger) om hvem der får lov til at indlevere Jeff. |       |                                             |                           |                                                |                    |                  |